# Hercynia (Zeitschrift)
Die Hercynia, voller Titel: Hercynia – Beiträge zur Erforschung und Pflege der natürlichen Ressourcen, ist ein wissenschaftliches Periodikum, das an der Martin-Luther-Universität Halle-Wittenberg herausgegeben wird. Darin werden Aufsätze veröffentlicht, die sich mit der Erforschung, der Pflege und dem Schutz natürlicher Ressourcen befassen und den Fachgebieten Botanik, Zoologie, Geologie, Geographie sowie Forst- und Landwirtschaft zugeordnet werden können. Hierbei liegt der Schwerpunkt auf dem „herzynischen Raum“, der sich nach dem Selbstverständnis der Zeitschrift in Mitteleuropa zwischen der Mittellandkanal-Linie im Norden, der Oder-Neiße-Linie im Osten, der Main-Linie im Süden und der Weser-Linie im Westen erstreckt.
Der erste Band der Zeitschrift erschien 1937. Das Vorläuferperiodikum trug den Titel Bericht der Vereinigung zur Erforschung der Heimischen Pflanzenwelt in Halle a. d. Saale und erschien von 1914 bis 1922. Der erste Band der „Neuen Folge“, der heute noch laufenden Reihe, erschien 1963.
Das Periodikum erscheint mit einem Band pro Jahr, der jeweils zwei Hefte umfasst.